# Víctor Manuel López Forero
Víctor Manuel López Forero (ur. 29 marca 1931 w Puente Nacional, zm. 23 września 2023 w Bucaramanga) – kolumbijski duchowny rzymskokatolicki, w latach 1998–2009 arcybiskup Bucaramanga.

## Życiorys
Święcenia kapłańskie przyjął 27 października 1957. 6 maja 1977 został prekonizowany biskupem pomocniczym Bogoty ze stolicą tytularną Afufenia. Sakrę biskupią otrzymał 29 czerwca 1977. 6 grudnia 1980 został mianowany biskupem Socorro y San Gil, 7 czerwca 1985 ordynariuszem polowym Kolumbii ze stolicą tytularną Cilibia, 21 czerwca 1994 arcybiskupem Nueva  Pamplona, a 37 czerwca 1998 arcybiskupema Bucaramanga. 13 lutego 2009 przeszedł na emeryturę.